# Giorgio Sgobba
Giorgio Sgobba (Firenze, 4 agosto 1992) è un cestista italiano.